# مرسيليائية نيابانية
مرسيليائية نيابانية (الاسم العلمي: Massilia niabensis) هي نوع من البكتيريا، سلبية الغرام، تتبع المرسيليات.